# Breslauer Hütte
Die Breslauer Hütte ist eine Schutzhütte der Sektion Breslau (Sitz in Stuttgart) des Deutschen Alpenvereins in den Ötztaler Alpen. Es besteht ein Patenverhältnis mit der hüttenlosen Sektion Tuttlingen des Deutschen Alpenvereins.

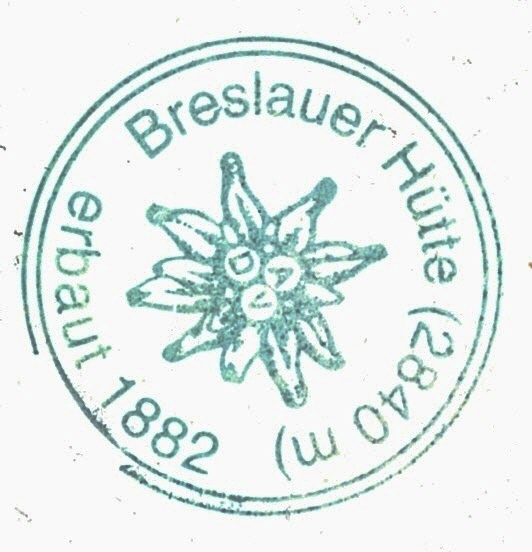
Hüttenstempel

## Lage
Die Breslauer Hütte liegt auf 2844 m ü. A. westlich von Vent am Fuß der Wildspitze in den Ötztaler Alpen. Sie ist Ausgangspunkt für Besteigungen der Wildspitze, des Hinteren Brochkogels, des Ötztaler Urkund und des Wilden Mannle.

## Geschichte

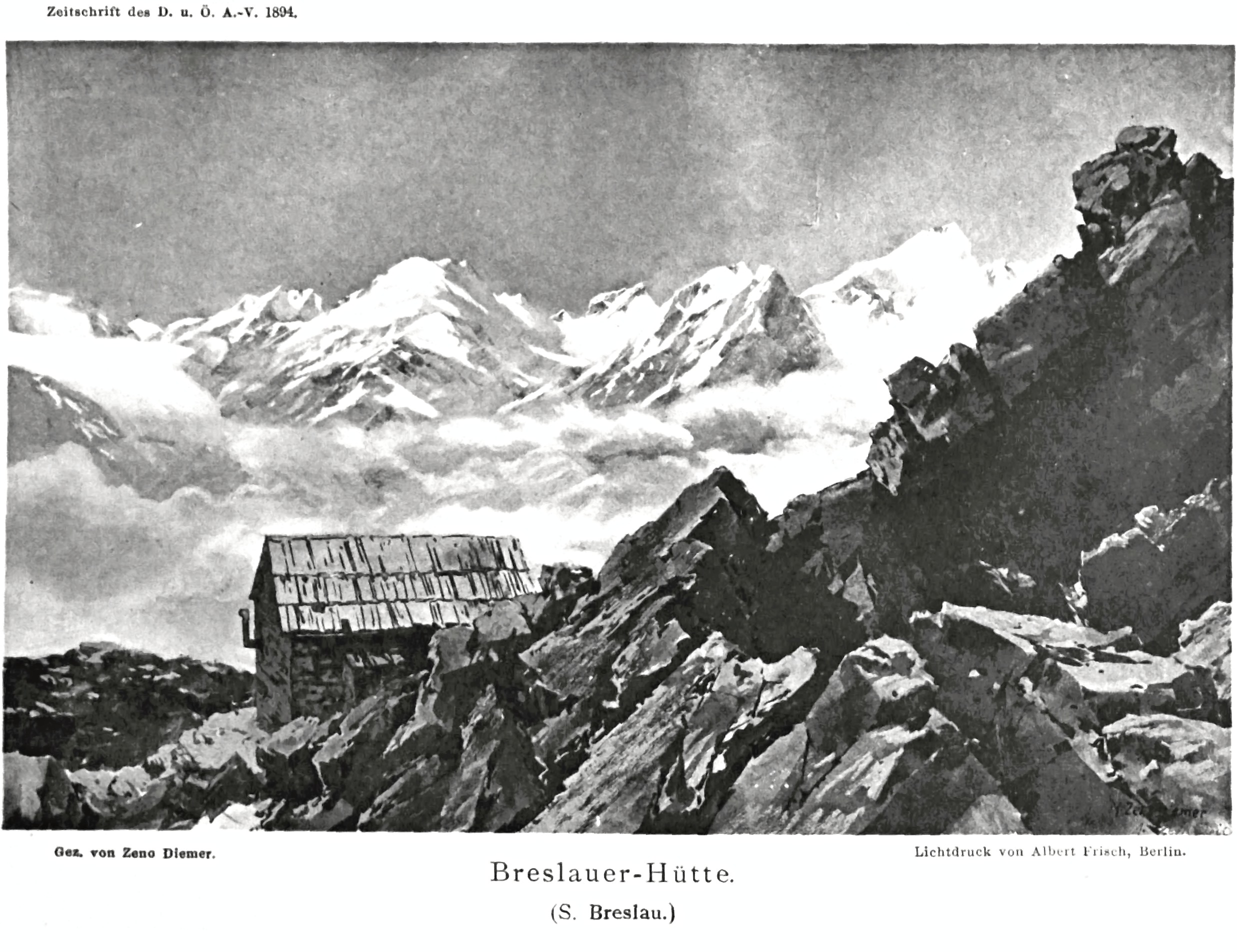
Breslauer Hütte um 1894

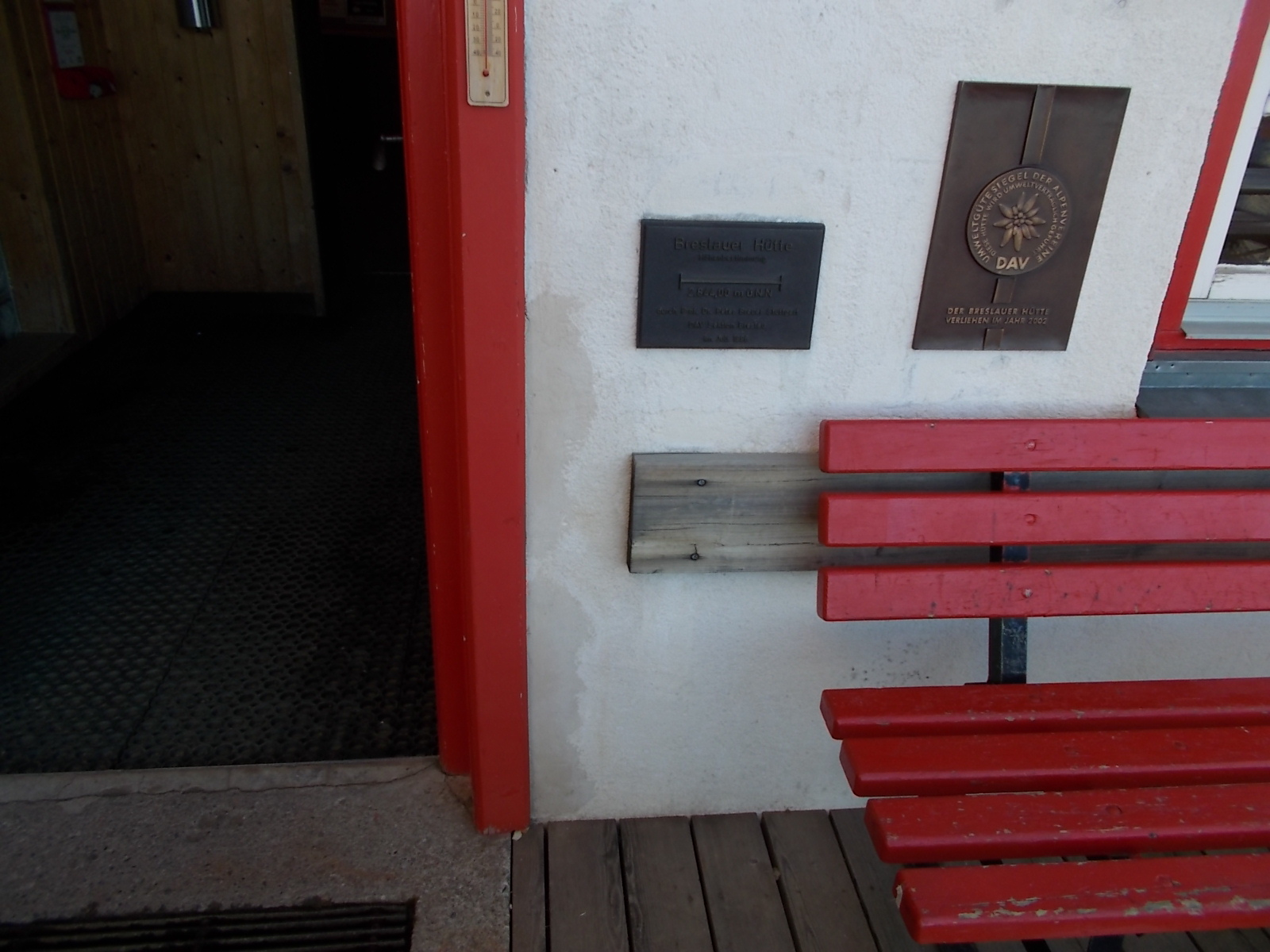
Höhenmarke 2844 m an der Eingangstür der Breslauer Hütte

Die Breslauer Hütte wurde am 20. August 1882 als unbewirtschaftete Unterkunftshütte mit 15 Übernachtungsplätzen von der Sektion Breslau des DuOeAV eingeweiht. Bereits 1896 wurde sie um ein zweistöckiges Querhaus erweitert, 1913 folgte ein vierstöckiger Bettenbau. Erweiterungen und umfangreiche Sanierungen folgten 1928 und 1971.
Im Jahr 1997 wurde für Skitourengeher ein Winterhaus gebaut, im Jahr darauf erhielt das Haupthaus ein neues Dachgeschoss, die Gaststube einen Kachelofen. Sie trägt das Umweltgütesiegel für Alpenvereinshütten.

## Zustieg
- von Vent (1896 m) in 3 Stunden
- von Vent mit Sesselliftbenützung bis Stablein (2356 m) in 1,5 Stunden, ab der Bergstation (2646 m) 1 Stunde
- von den Rofenhöfen (2014 m) in 2,5 Stunden

## Tourenmöglichkeiten
- Wildspitze (3768 m): Gehzeit 3,5 Stunden
- Hinterer Brochkogel (3628 m): Gehzeit 3 Stunden
- Ötztaler Urkund (3556 m): Gehzeit 2 Stunden
- Wildes Mannle (3023 m) über Rofenkarhöhe (3008 m): Gehzeit 1,5 Stunden

## Übergänge zu anderen Hütten
- Vernagthütte über den Seuffertweg in 2,5 Stunden
- Braunschweiger Hütte in 4 Stunden (Gletschertour)
- Taschachhaus in 3–4 Stunden (Gletschertour)

## Karten
- Alpenvereinskarte 30/1 Ötztaler Alpen, Wildspitze (1:25.000)
- Alpenvereinskarte 30/6  Ötztaler Alpen, Gurgl (1:25.000)[1]